# Laimdota Planitia
La Laimdota Planitia è una struttura geologica della superficie di Venere.